# 长毛米筛竹
长毛米筛竹（学名：Bambusa pachinensis var. hirsutissima）为禾本科簕竹属下的一个变种。

## 扩展阅读
- 維基物種上的相關：长毛米筛竹